# Kalagane, Sakleshpur
Kalagane là một làng thuộc tehsil Sakleshpur, huyện Hassan, bang Karnataka, Ấn Độ.